# おひたし

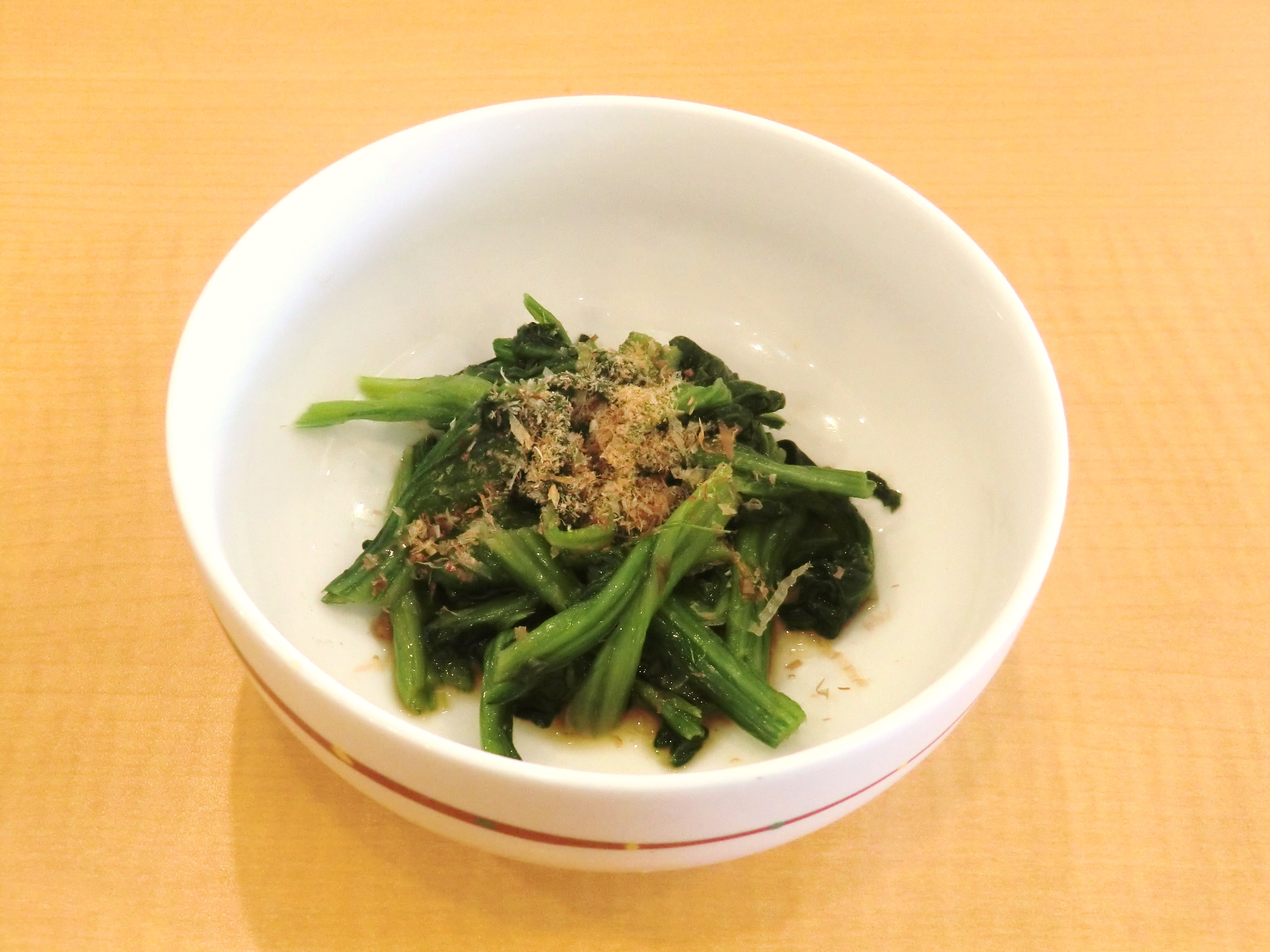
ほうれん草のおひたし

おひたし（別名：御浸し、おしたし、ひたし、ひたし物）とは、調理法の1種である。食材を出汁に浸す過程より派生した調理名であるが、この工程は省かれることも多く、単に茹でた食材に醤油(麺つゆ)をかけたものも、おひたしと呼ばれる。類似する調理法として胡麻和えがある。

## 概要

### 歴史
古くは浸物と表記され、「おひたし」という名称はその美称だった。奈良時代の文書からもこの調理法があったことが推定されているが、戦国時代の永正14年（1517年）の記録に「ヒタシ物」という語句が出現する。江戸時代には煎り酒や酢で味付けする物や原料にアワビやいりこ、くらげなどの海産物を用いた物も存在したが、明治以後には野菜を醤油で味付けする形式が主流となった。セリやあく抜きしたワラビやコゴミ（クサソテツの若芽）、コシアブラなど、山菜が用いられる場合もある。

### 揚げ浸し
ナスなど茹でずに油で揚げて熱湯をかけて油抜きしたものを調味した出し汁に浸したものも、おひたしの一種であり、この場合はとくに揚げ浸し（あげびたし）という。